# UKUSA

Países miembros del tratado.

El acuerdo entre el Reino Unido y los Estados Unidos (en inglés: United Kingdom – United States of America Agreement; acrónimo: UKUSA) es una alianza de las naciones de la angloesfera formada en 1946, con el propósito de recolectar información de inteligencia. UKUSA está formada por:
- Estados Unidos, mediante la Agencia de Seguridad Nacional.
- Reino Unido, mediante el Government Communications Headquarters.
- Canadá, mediante Communications Security Establishment.
- Australia, mediante Defence Signals Directorate.
- Nueva Zelanda, mediante Government Communications Security Bureau.

El propósito principal de UKUSA es servir al sistema de monitorización de ECHELON. También, a raíz del asunto Snowden en 2013, ha sido acusado de interferir en las comunicaciones de otros gobiernos de países no anglófonos.